# Araneus toruaigiri
Araneus toruaigiri là một loài nhện trong họ Araneidae.
Loài này thuộc chi Araneus. Araneus toruaigiri được miêu tả năm 1970 bởi Bakhvalov.